# Josep Maria Aragonès
Josep Maria Aragonès Rebollar (Barcelona, 1926-San Feliú de Llobregat, 14 de julio de 2017) fue un sacerdote, escritor y activista cultural español, protagonista del caso Galinsoga. Estudió en los seminarios de Solsona y de Barcelona. Durante años escribió una columna al semanario Catalunya Cristiana. También publicó diversos libros catequéticos y pastorales, como también poesía.
Impulsó diversas iniciativas, muchas de las cuales dirigidas a niños y jóvenes, para dinamizar el municipio de Torrelavit y del Penedés. En 2015 le fue concedida la Cruz de San Jorge «en reconocimiento a su compromiso cívico y una actividad espiritual ejercida como representante de un cristianismo abierto, acogedor y arraigado en Cataluña».
Murió el 14 de julio de 2017 en la residencia sacerdotal San José Oriol de les Corts y fue enterrado en el cementerio de Torrelavit.

## Obras
- Llibre de l'Ave Maria (1955)
- Comentaris a les lectures bíbliques dominicals (1996)
- La Bíblia a l’abast. Comentaris al leccionari de les misses dominicals (2001-2004) (12 volúmenes)

- Datos: Q20004637